# ملعب وارسو الوطني
الملعب الوطني في وارسو هو ملعب لكرة القدم في مدينة وارسو البولندية، جرى بناءه على موقع ملعب المدينة الرئيسي السابق، والممول من الحكومة البولندية بالكامل، ويعتبر الملعب الرسمي لمنتخب بولندا لكرة القدم. كما يستضيف الملعب نهائي كأس بولندا ومباراة كأس السوبر البولندي.
ويتسع الملعب لـ 58145 متفرج، بدأ بناؤه في عام 2008 وتم الانتهاء من بنائه في حزيران/يونيو 2010، وقد استضاف المباراة الافتتاحية لكأس الأمم الأوروبية لكرة القدم 2012 ومبارتين من مباريات دور المجموعات، بالإضافة إلى مباراة من ربع النهائي ومن نصف النهائي، للكأس التي استضافتها بولندا مناصفة مع جارتها أوكرانيا.
ومع ان هذا الملعب ليس مسجلاً رسمياً لأحد اندية العاصمة وارسو سواءً لنادي (ليغا وارسو) أو لغريمه (بولونيا وارسو)، فان هذان الناديان تمكنا من استخدام الملعب لأهم مبارياتهما.
إلى جانب المستطيل الأخضر فقد تم بناء المضمار الرياضي الداخلي مع متسع لـ 15000 متفرج، وحوض سباحة أولمبي بسعة 4000 متفرج، وحديقة مائية وفندق ومركز للمؤتمرات، والمطاعم ومرافق الخدمات، وقد كانت المرحلة الثانية بعد بناء الملعب هي تجديد سكة الحديد القريبة من الملعب وافتتاح محطة لقطارات الانفاق بقرب الملعب وربطه مع خطوط الانفاق في مركز المدينة. هذا المشروع حكومي وتموله حكومة بولندا وليست مدينة وارسو أو بلديته هي الممول الرئيسي له.

## أعمال البناء
بدأ العمل في تشييد الملعب في عام 2008، وكانت الخطوة الأولى هدم المدرجات القديمة للملعب القديم.
في 7 أكتوبر 2009 اقيم حفل لوضع حجر الأساس دفنت معه كبسوله فيها اعلام بولندا والاتحاد الأوروبي ومدينة وارسو والصحف لذلك اليوم، والقطع النقدية والاوراق النقدية بالإضافة إلى بعض الأعمال الفنية الأخرى
وفي 1 ديسمبر 2009 توقف العمل بسبب حادثة ألمية قضى فيها اثنان من العاملين نحبهم من على منصة الرافعة التي يصل ارتفاعها إلى 18 متر فوق سطح الأرض، توفي احدهما فور سقوطه أما الآخر فقد توفي بعد ساعات قليلة في المستشفى
وقد تم انهاء أعمال البناء في منتصف عام 2011.

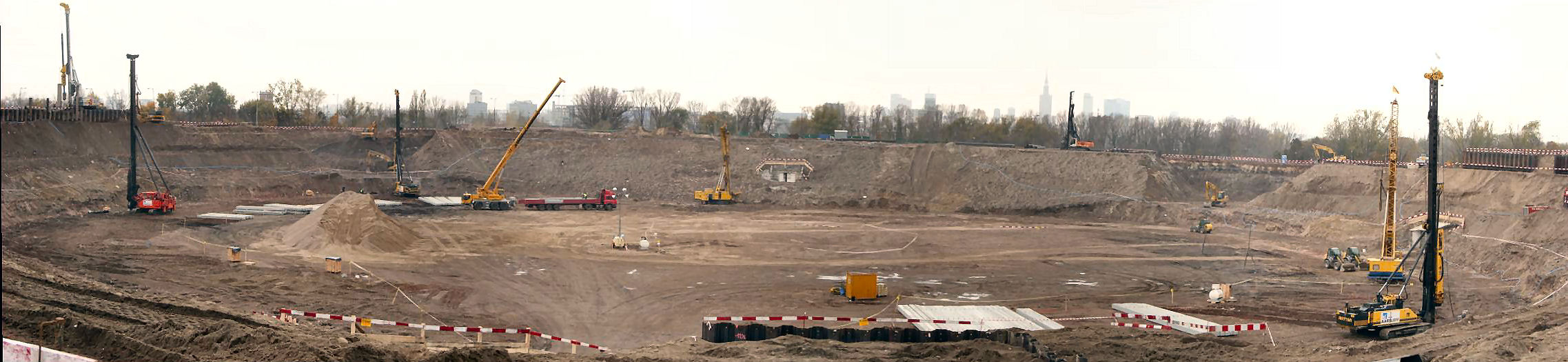
أعمال البناء في استاذ وارسو الوطني، أكتوبر 2008

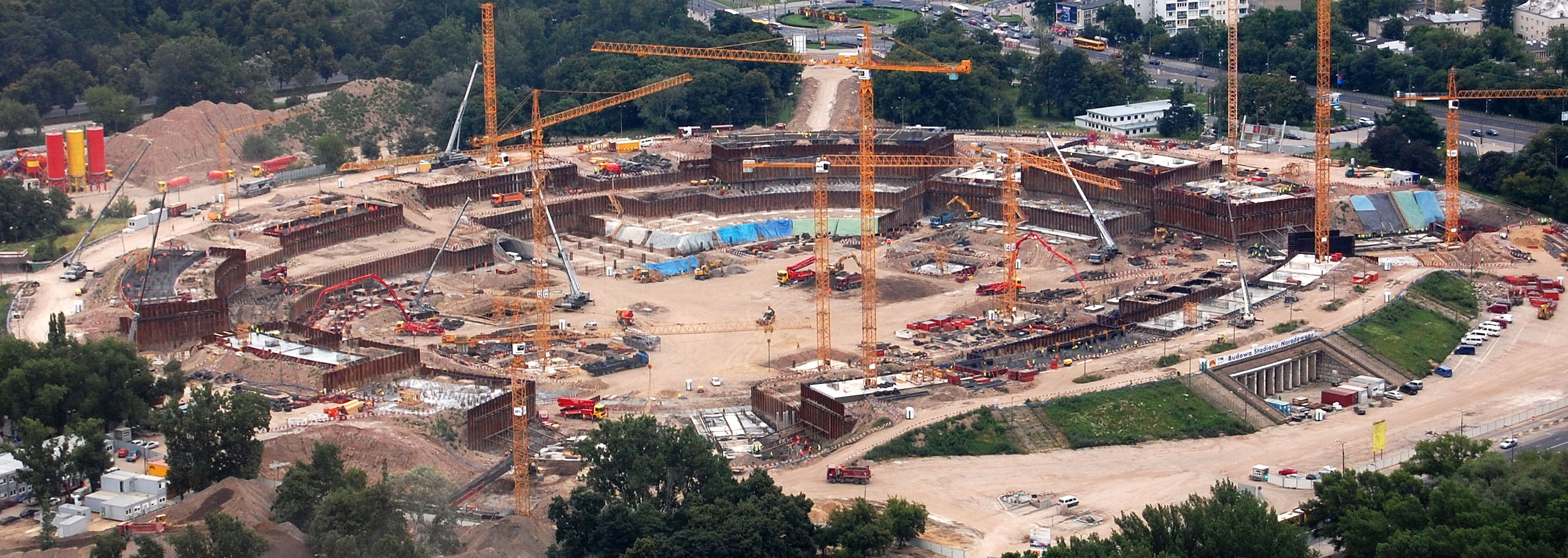
أعمال البناء في استاذ وارسو الوطني، يوليو 2009

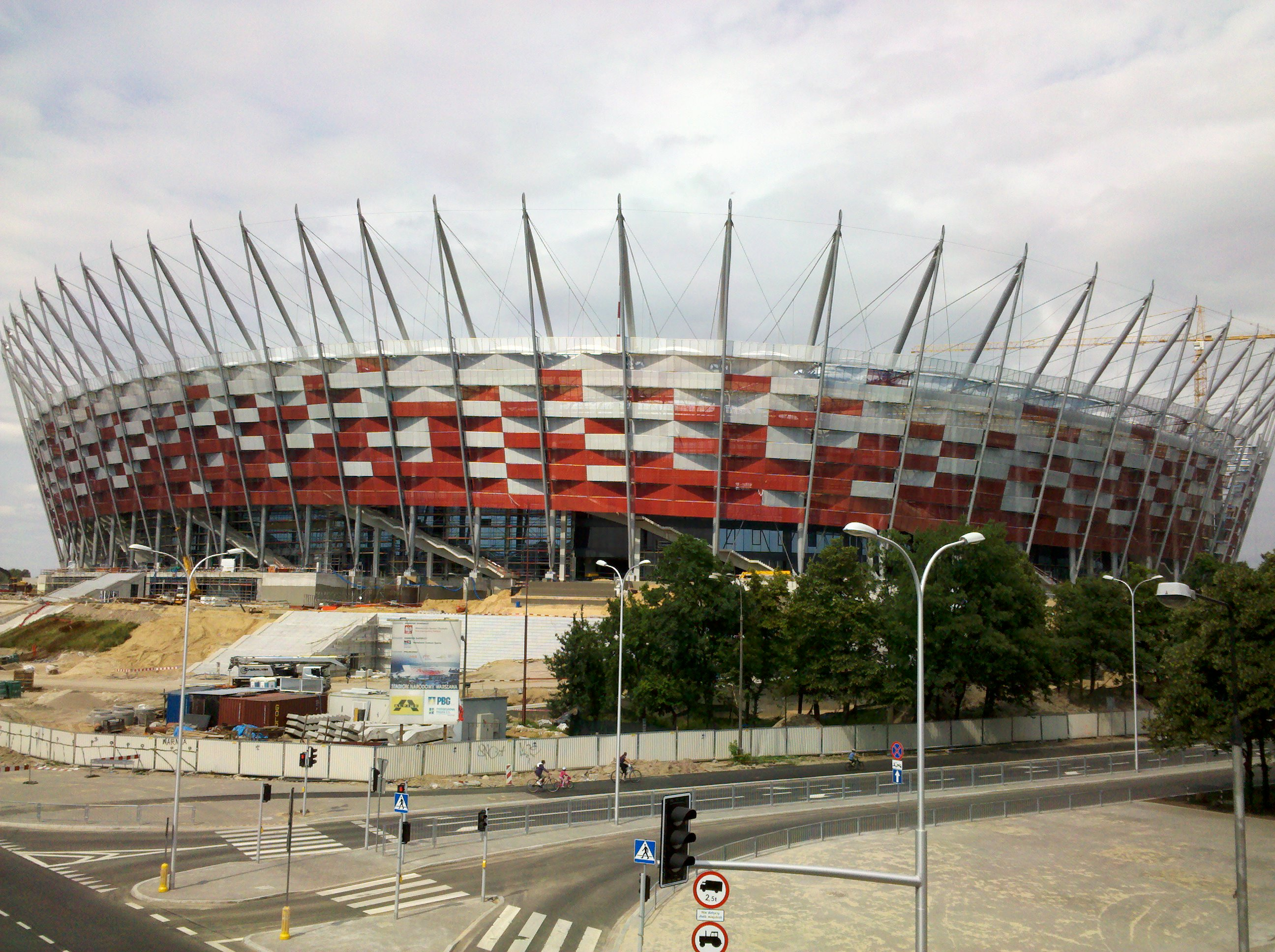
أعمال البناء في استاد وارسو الوني، يوليو 2010

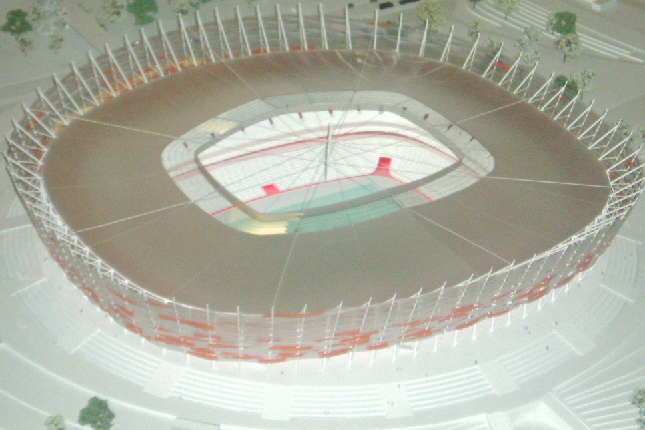
مشروع الأستاد الوطني

## تصميم

### هيكل
مصمم من الاستاد الوطني الذي هو منشأة رياضية متعددة، مما يتيح للأحداث المنظمة الرياضية والحفلات الموسيقية أو الأحداث الثقافية ماركوس PFISTERER، مارتن Hakiel، هوبير Nienhoff (فريق برنامج الرصد العالمي، والمؤلف من المنافسة ومفهوم وثائق التصميم الفائز)، وزبيغنيو Pszczulny وماريوس Rutz (فريق شبيبة القبائل، المنسق المحلي، والوثائق التنفيذية التنفيذية) . وعلاوة على ذلك، فإنه سيكون بمثابة المكتب، وتجارة التجزئة، والفنادق، والمطاعم (و50 الوجبات السريعة، ولكن مفتوح 25). ونتيجة لذلك، كل يوم، فإنه يقيم داخل تقريبا. 2-3 آلاف.
خلال الأحداث الرياضية منشأة قادرة على استيعاب المدرجات 58 500 المشجعين والحفلات الموسيقية خلال - ما يصل إلى 72 900 شخص (بما في ذلك 106 المعوقين). الحجم الكلي للملعب (لا سقف) هو أكثر من 000 1 000 متر مكعب. وتبلغ المساحة الإجمالية للملعب الإجمالي هو 203 920 متر مربع. الشمس البناء سقف العمر هو 240 × 270 م. ويبلغ الطول الإجمالي للتنزه أقل هو 924 م. علقت مستدقة على ارتفاع 100 متر فوق العشب (112 متر فوق فيستولا). على ملعب لديه أكبر مركز للمؤتمرات في وارسو ل1،600 شخص، ومساحة مكتبه التجاري و25 000 متر مربع. يقع موقف سيارات تحت الأرض في لوحة الأوسط 1765 سيارة. على ملعب لديه 965 المراحيض. الملعب هو 900 مقعدا للوسائل الإعلام، و 4 مطاعم، وناد للياقة البدنية، متعة حانة لبضع مئات من الأشخاص و 69 النزل الفاخرة لرجال الأعمال
وكان المقاول العام من الاستاد الوطني كونسورتيوم الألمانية-النمساوية البولندية بقيادة جبال الألب باو، والتي شملت: جبال الألب باو دويتشلاند، جبال الألب البناء بولندا، PBG وHYDROBUDOWA بولندا. يتكون العقد من 250 صفحة (بما في ذلك 60 صفحة من الملاحق). تم تعيين تاريخ إتمام البناء في 24 شهرا من تاريخ توقيع العقد. عملت على بناء نحو 1,200 نسمة، وسكب على 150 000 طن من الخرسانة

## افتتاح الملعب

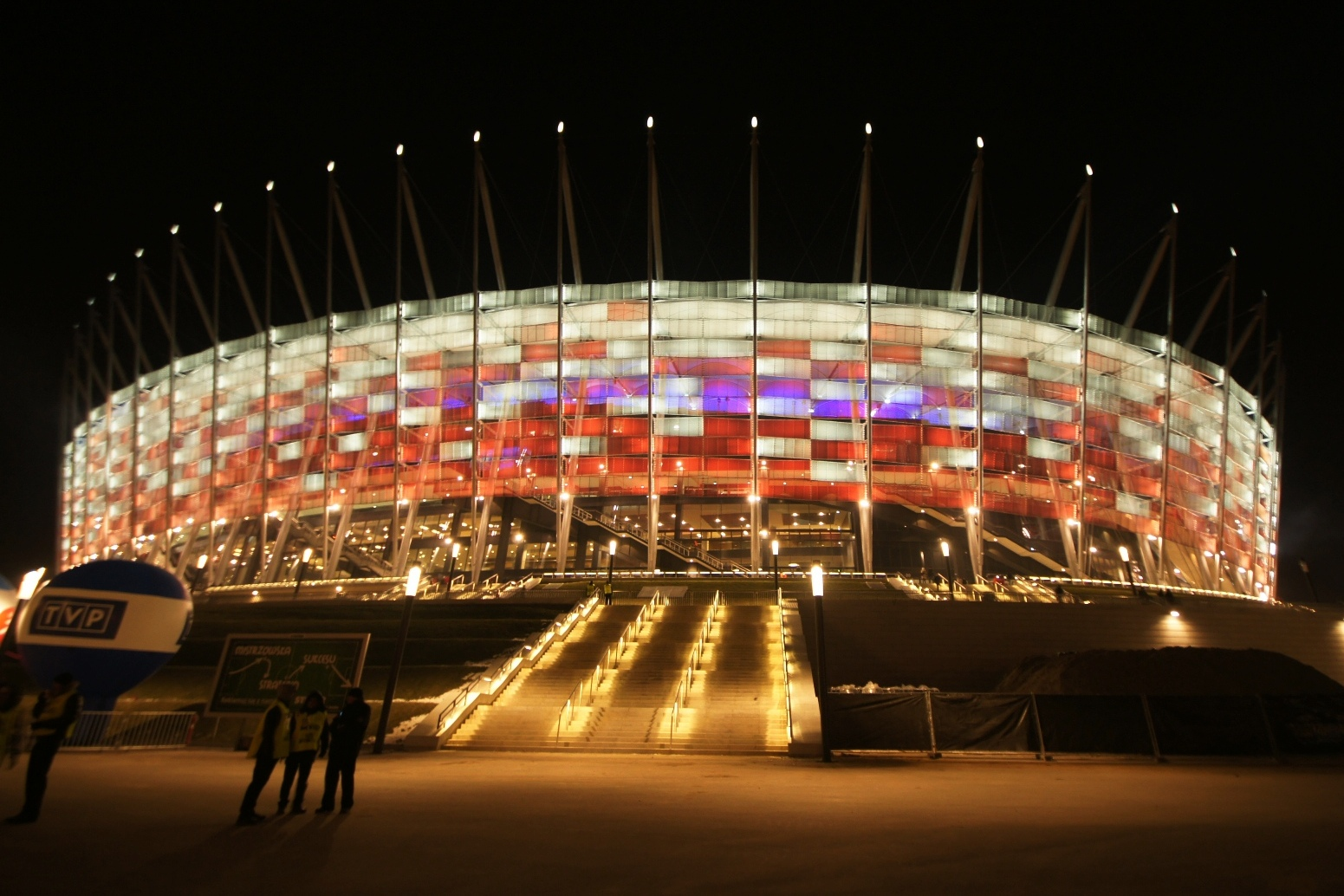
الملعب عند افتتاحه

في تاريخ 28/6/2012 تم افتتاح الملعب حيث اقامت مباراة بين منتخب بولندا لكرة القدم ومنتخب البرتغال لكرة القدم .
حيث انتهت بنتيجة 0-0

## وصلات خارجية
- الملعب الوطني، وارسو (بالبولندية)